# Ryutaro Shibata
Ryutaro Shibata (柴田 隆太朗 Shibata Ryutaro?), född 25 november 1992 i Nagasaki prefektur, är en japansk fotbollsspelare.
Shibata började sin karriär 2015 i Matsumoto Yamaga FC. Han avslutade karriären 2017.